# Herbert Wegehaupt
Herbert Wegehaupt (* 8. April 1905 in Crone; † 28. September 1959 in Greifswald) war ein deutscher Maler, Holzschneider und Hochschullehrer.

## Leben
Herbert Wegehaupt besuchte von 1914 bis 1921 die Gymnasien in Bromberg und Breslau. Anschließend begann er eine Malerlehre, die er 1924 mit der Gesellenprüfung abschloss. Daneben besuchte er die Abendschule der Breslauer Akademie und Kunstgewerbeschule. Dort begann auch seine Freundschaft mit Otto Manigk. Von 1924 bis 1925 besuchte er die Akademie der Künste in Berlin. In den Jahren 1926 und 1927 studierte er am Bauhaus in Dessau. Anschließend setzte er sein Studium an der Berliner Kunstakademie fort, von 1932 bis 1936 als Meisterschüler.
1936 erhielt er den Dürer-Preis der Stadt Nürnberg. Anschließend wandte er sich bis 1940 der Wandmalerei zu. Von 1941 bis 1945 wurde er zum Dienst in der Wehrmacht eingezogen. 1942 erhielt er den Rom-Preis der Deutschen Akademie Rom Villa Massimo verbunden mit einem Studienaufenthalt in der Villa Massimo in Rom, wo er in den Jahren 1942 bis 1943 an der Deutschen Akademie der Künste arbeitete. Von 1945 bis 1946 war er in Italien in Kriegsgefangenschaft.
Nach seiner Rückkehr nach Deutschland lebte er als freischaffender Künstler in Ückeritz auf Usedom und nahm an Ausstellungen in Schwerin, Rostock, Greifswald und Wolgast teil. 1949 erhielt er am Caspar-David-Friedrich-Institut der Universität Greifswald eine Professur für Theorie und Praxis der künstlerischen Gestaltung. 1956 wurde er Direktor des Instituts.
In den Jahren 1952 bis 1959 war er Mitglied des Präsidiums des Verbandes Bildender Künstler der DDR. Außerdem gehörte er dem Bezirksvorstand und der Auftragskommission des Bezirkes Rostock und der Zentralen Gutachterkommission an.
Durch einen Brand in seinem Ückeritzer Atelier wurde 1953 ein großer Teil seiner Werke vernichtet. 1953 und 1954 beteiligte er sich neben Otto Manigk und anderen Künstlern an der Ausgestaltung des Kulturhauses in Murchin. In den Jahren 1957 bis 1959 unternahm er Studienreisen nach Hamburg, Rumänien und in die Sowjetunion.

## Familie
1929 heiratete er Luise Manigk, Tochter  des Rechtswissenschaftlers Alfred Manigk und Schwester seines Freundes Otto Manigk. Sein Sohn Matthias Wegehaupt lebt als Maler und Schriftsteller auf Usedom.